# The Naked Now
"The Naked Now" é o terceiro episódio da primeira temporada da série de ficção científica estadunidense Star Trek: The Next Generation. Foi exibido pela primeira vez nos Estados Unidos por redifusão em 5 de outubro de 1987, tendo sido dirigido por Paul Lynch e escrito por D. C. Fontana a partir de uma história dela mesma e John D. F. Black. The Next Generation se passa no século XXIV e acompanha as aventuras da tripulação da nave estelar USS Enterprise-D. Neste episódio, a tripulação começa a ser infectada por uma doença que faz com que todos comecem a perder suas inibições e agir irresponsavelmente.
"The Naked Now" foi desenvolvido com o objetivo de revelar as motivações dos personagens para os telespectadores. Um roteiro inicial incompleto foi escrito pelo produtor executivo e criador Gene Roddenberry baseando-se bastante em "The Naked Time" de Star Trek: The Original Series, com a história sendo depois finalizada por Fontana, apesar de vários elementos de sua versão terem sido cortados. O episódio teve bons números de audiência, porém foi criticado pela crítica especializada por ser muito parecido com "The Naked Time" e por fazer os personagens principais agirem fora do padrão tão cedo na série.

## Enredo
A USS Enterprise (NCC-1701-D) responde aos pedidos de socorro da SS Tsiolkovsky, uma nave que estava monitorando uma estrela supergigante. Uma equipe avançada descobre corpos congelados em diferentes estágios de vestimenta, inclusive um tomando banho totalmente vestido. Um dos corpos cai nas mãos do tenente Geordi La Forge, com este rapidamente começando a suar bastante e reclamar da temperatura. La Forge vagueia pela nave e encontra Wesley Crusher, colocando sua mão nos ombros do menino. Enquanto isso, o comandante William Riker lembra de ter lido sobre uma doença que envolvia pessoas tomando banho totalmente vestidas, com o tenente-comandante Data identificando que isso ocorreu com a predecessora USS Enterprise (NCC-1701). A maior parte dos tripulantes da Enterprise-D se infecta com a doença, fazendo-os agirem de maneira muito mais irresponsável e libidinosa. A doutora Beverly Crusher determina que a doença é espelhada pelo contato físico e descobre que o antídoto usado na antiga Enterprise não funciona, precisando criar uma nova versão.
Wesley, infectado, usa uma amostra digital da voz do capitão Jean-Luc Picard para trair diversos tripulantes para longe da área da engenharia. Ele ergue um campo de força ao redor da área e assume o controle da Enterprise-D, mas permite que um dos engenheiros, Jim Shimoda, entre no campo de força. Shimoda está agindo como uma criança e remove vários componentes eletrônicos da estação de controle dos motores, brincando com eles como se fossem brinquedos. Um fragmento da estrela supergigante é lançado na direção da nave, que está impossibilidade de se mover sem os componentes removidos por Shimoda. A engenheira chefe MacDougal consegue derrubar o campo de força de Wesley e Data substitui os componentes, conseguindo mover a Enterprise-D de lugar no último instante. Crusher consegue elaborar uma cura e todos os tripulantes retornam ao normal.

## Produção
O produtor executivo Gene Roddenberry, o criador de Star Trek: The Next Generation, queria incluir um episódio cedo na série que revelasse as motivações dos personagens, desta forma baseou-se em "The Naked Time" de Star Trek: The Original Series. O produtor supervisor Rick Berman descreveu "The Naked Now" como uma "homenagem, não uma cópia" do episódio de The Original Series, enquanto o diretor Paul Lynch o descreveu como "ligeiramente mais adulto e bem mais cômico que o original".
"The Naked Now" foi baseado em um roteiro incompleto escrito por Roddenberry chamado "Revelations". As primeiras cenas permaneceram parecidas, mas no original Geordi La Forge infectava Tasha Yar enquanto tentava seduzi-la. A roteirista D. C. Fontana foi encarregada de escrever o episódio completo, entregando entre abril e maio de 1987 duas versões de esboço e duas versões de roteiro. Seu roteiro tinha várias diferenças em relação à versão final, como Data recusando-se a transar com Yar, a falta de privacidade de Deanna Troi por suas capacidades empáticas, Jean-Luc Picard preocupando-se com as famílias a bordo e William Riker temendo se tornar um capitão solitário. Segundo Fontana, apesar da equipe ter gostado do roteiro, Roddenberry o reescreveu adicionando várias cenas de conteúdo sexual que ela achou que "degradavam as personagens femininas da série". Fontana acabou pedindo para ser creditada sob o pseudônimo J. Michael Bingham em protesto contra as mudanças significativas no episódio.
A atriz Brooke Bundy fez sua única aparição em The Next Generation neste episódio como a engenheira chefe MacDougal. O posto de engenheiro chefe passou por vários personagens pelo decorrer da primeira temporada até La Forge ser designado como tal permanentemente a partir da segunda temporada. Michael Rider interpretou um chefe de transporte nunca nomeado, porém sua cena foi cortada. Ele apareceria no mesmo papel em outros dois episódios e então apareceria pela última vez como um segurança.
A miniatura da SS Tsiolkovsky era uma modificação da USS Grissom de Star Trek III: The Search for Spock. O artista cênico Michael Okuda criou uma placa de dedicação para a nave que afirmava que ela tinha sido construída na União Soviética. Uma cópia está em exibição no Museu Estatal Tsiolkovski da História da Cosmonáutica em Kaluga.
A trilha sonora de "The Naked Now" foi composta por Ron Jones, seu primeiro trabalho em The Next Generation. Jones incorporou o tema de The Original Series composto por Alexander Courage em várias faixas, frequentemente invertendo o tema como muitos dos compositores da série original faziam para criarem melodias alternativas. Duas faixas foram cortadas do episódio, uma para quando Yar começou a ficar alterada com a infecção e outra para a cena de Picard e Crusher na sala do capitão. A música deste episódio foi gravada com uma orquestra de apenas 31 músicos, uma das menores na história da série. Foi trabalhando neste episódio que Jones entrou em diferenças criativas pela primeira vez com Berman, que queria evitar músicas "cafonas, sentimentais ou datadas", com o produtor chegando a pedir que ele escrevesse faixas "não emocionais".

## Repercussão

### Audiência
"The Naked Now" foi exibido pela primeira vez nos Estados Unidos por redifusão na semana que começou em 5 de outubro de 1987. Teve um índice Nielsen de 11,5 por cento, uma queda em relação ao índice de 15,7 por cento do predecessor "Encounter at Farpoint", mas foi o maior até "Lonely Among Us", quatro episódios depois.

### Crítica
A recepção inicial dos fãs sobre este episódio foi de grande desânimo, pois gerou preocupações no público de que The Next Generation iria apenas copiar histórias de The Original Series. O roteirista Maurice Hurley disse que "Eu não gostei daquele programa nem um pouco. Simplesmente não foi bom. O que ele mostrou, no entanto, foi que o novo elenco conseguia interagir e que existiam relacionamentos entre eles que funcionavam, mas fazê-lo foi terrível. Era uma premissa requentada. Por que fazer isso?" O caso amoroso entre Data e Yar se destacou como um tanto controverso, pois Data referia-se a si mesmo como "totalmente funcional" em um sentido sexual.
Keith R. A. DeCandido da Reactor comparou "The Naked Now" com "The Naked Time" e disse que "não há nada neste episódio tão divertido quanto Sulu sem camisa com uma espada, e Wesley sendo um nerd na engenharia não é nem um pouco tão engraçado quanto Riley cantando". DeCandido comentou que "raramente é uma boa ideia fazer um episódio em que todos agem fora do personagem como apenas o segundo episódio depois do começo, já que não sabemos o suficiente dessas pessoas para seu agir estranho ser significativo". Wil Wheaton, intérprete de Wesley Crusher, escreveu uma resenha para a AOL TV em que resumiu o sentimento falando que "se foi o pior episódio de todos os tempos ou não, provavelmente dependeu das expectativas do espectador. Trekkies que estavam procurando motivos para odiar The Next Generation encontraram vários", porém também comentou que "telespectadores que estavam dispostos a assistir ['The Naked Now'] com uma mente aberta viram vislumbres de coisas que iriam amar assistir".
James Hunt da Den of Geek afirmou que não conseguia entender o motivo de alguém querer mostrar personagens agindo fora de si como apenas o episódio seguinte ao episódio piloto, antes dos telespectadores terem uma base do comportamento normal dos personagens. Ele elogiou a ideia da conexão com The Original Series no começo da série, mas também disse que "não importa como você o veja, este episódio é bem horrível". Jamahl Epsicokhan da Jammer's Reviews comentou que "há uma certa qualidade memorável neste episódio, apesar da sua comédia estapafúrdia e exagerada" mas que no final o episódio era "muito bobo para o seu próprio bem, mas pelo menos não é chato".
Michelle Erica Green da TrekNation achou que "The Naked Now" poderia ter sido melhor se tivesse sido feito algumas temporadas depois, momento em que os telespectadores já conheceriam os personagens. Ela também afirmou que o enredo teria sido melhor caso tivesse sido produzido como um episódio de Star Trek: Voyager e que era "chato porque sabemos como vai terminar, e é trivial porque já podemos ver o quão facilmente esta tripulação pode ser desviada do dever". Zack Handlen da The A.V. Club achou o título do episódio "estúpido" e descreveu a cena entre Data e Yar como "colossalmente mal julgada", também criticando no geral a representação de Wesley.

## Mídia caseira
A primeira vez que "The Naked Now" foi disponibilizado em mídia caseira foi em 5 de setembro de 1991 quando foi lançado no formato VHS nos Estados Unidos e Canadá. Foi lançado em LaserDisc no Japão em 10 de junho de 1995 como parte da coleção da primeira metade da primeira temporada. Foi lançado em DVD em 26 de março de 2002 como parte da coleção completa da primeira temporada. Foi remasterizado e lançado em Blu-ray em 24 de julho de 2012 como parte da coleção da primeira temporada.